# Два дня (фильм, 1927)
«Два дня» — немой чёрно-белый советский фильм 1927 года, поставленный Георгием Стабовым и рассказывающий о периоде гражданской войны. Входит в число 100 лучших фильмов в истории украинского кино.
Фильм снимался в Одессе, в том числе на даче Маразли на Французском бульваре, а также на даче Ашкинази.

## Сюжет
Действие происходит в дворянской усадьбе, где дворецким работает пожилой Антон. Идёт гражданская война. Сын Антона после службы на фронтах Первой мировой войны ушёл к большевикам, чем вызвал недовольство отца, но теперь Антон с сожалением вспоминает о ссоре с сыном, которого давно не видел и не знает, жив ли он.
Барин с семьёй спешно уезжают в город на вокзал, пока в усадьбу не нагрянули красноармейцы. Они с Антоном закапывают барские драгоценности под деревом, после чего Антон провожает семейство, не забывая напомнить барчуку-гимназисту, чтобы тот не высовывался в поезде в окно, а то может простудиться. После отъезда бар Антон хоронит там же, где зарыт клад, щенка, задавленного упавшим чемоданом, и возвращается в свою каморку на чердаке.
Ночью Антона будит стук в ворота: барчук внезапно вернулся, потерявшись на вокзале. Он говорит, что все разбежались, а большевики уже близко, и Антон прячет его в своей каморке. Прибывает конный отряд красноармейцев, в командире которого Антон узнаёт своего сына Андрея. Отряд располагается в усадьбе, чему Антон не рад, потому что бойцы загрязнили и поломали многие вещи. Про барчука Антон ничего не говорит сыну и не пускает его к себе на чердак. Когда Андрей, что-то заподозрив, внезапно заходит в каморку, то видит там только отца, и замечает на стене свою фотографию рядом с портретом умершей матери.
Ночью собака воет и разрывает землю, где похоронен щенок. Красноармеец-часовой слышит собаку и обнаруживает зарытые драгоценности, которые конфискует вместе с Андреем, несмотря на протесты Антона. Узнав об этом, барчук в негодовании рвёт фотографию Андрея и набрасывается на дворецкого.
Утром эскадрон получает приказ отступить, но Андрей остаётся. Тем временем отряд белогвардейцев заходит в город и располагается в усадьбе. Барчук рассказывает, что сын Антона — большевик и сейчас скрывается где-то рядом. Вскоре Андрея ловят и приводят в усадьбу. Антон упрашивает барчука, которому он спас жизнь, заступиться за Андрея. Однако ночью он находит сына повешенным во дворе.
Мир рушится для старого дворецкого, и он поджигает усадьбу, заперев все двери и окна. Он хватает винтовку и хочет застрелить барчука, но не может этого сделать. Белогвардейцы и барчук гибнут, а обезумевший Антон с винтовкой убегает. Наутро он показан лежащим мёртвым у дороги с винтовкой в руке.

## В ролях
- Иван Замычковский — Антон, пожилой дворецкий
- Сергей Минин — Андрей, его сын
- Валерий Гаккебуш — барчук
- Тарасевич — барин
- О. Назарова — барыня
- Мили Таут-Корсо — невеста Андрея
- Арсений Куц — красноармеец
- Владимир Уральский — красноармеец

## Отзывы
По словам Г. Сухина, тема фильмов Стабового, в том числе «Двух дней», — «общее, преломившееся в конкретных образах. Противоборство нового и старого — в человеке, который наедине с собой должен решить, с кем он». Это «два дня, в течение которых на старого Антона обрушилось столько нравственных испытаний и потрясений, будто судьба разом решила проверить истинность его привязанностей и чувств». Такая коллизия не была в 1920-е годы оригинальной: «конфликт, аналогичный „Двум дням“, был почти расхожим». Если «обыденное содержание истории Антона — месть за убитого сына», то её социальное содержание — «бунт против привычных, обжитых, традиционных, закосневших норм и иерархических распределений на уступах социальной, общественной лестницы». Критик отмечает, что «у Стабового и Лазурина прослежена психология только отца, Антона, его одинокая печаль и тревожность раздумий», «нет у И. Замычковского достойного партнёра, психологического противника»:

Экран почти целиком отдан актёру. Замычковский солирует, вернее, главенствует в кадре. (…) Актёр в полной мере распоряжается предоставленной ему на экране свободой. Тонко и точно, без пережима и утрирования даёт он образ. Ясно и полно.

Сухин заключает, что «несмотря на кажущуюся ограниченность, тематическую локальность, „Два дня“ можно отнести — особенно за высокое мастерство И. Замычковского — к лучшим образцам кино 20-х годов, и не только украинского».
Г. Сухин также отмечает умелое использование в фильме цитат: саму тему «Двух дней» он называет своеобразным парафразом «Матери» Пудовкина, а львов у господского дома и лестницу — повтором метафор Эйзенштейна. В советских и зарубежных газетах после выхода фильма в прокат отмечалось, что «режиссёр взял за образец недавно демонстрировавшийся германский фильм „Человек и ливрея“, заменив экспрессионистичность последнего строгим реализмом и простотой», и что при этом «игра Ивана Замычковского в картине „Два дня“ стоит значительно выше игры в аналогичных ролях известного германского актера Эмиля Яннингса».